# Tour (Tanz)
Die Tour ist ein bretonischer Reihen- oder Kreistanz im 2/4-Takt aus der Region von Vannes. Die Tour ist verwandt mit An Dro und Pilé-menu, unterscheidet sich aber in der Armbewegung.

## Ausgangsposition
Man steht in der Reihe, die kleinen Finger sind in denen des Nachbarn eingehakt, Hände sind auf Schulterhöhe eingerastet.

## Grundschritt

Grundschritt Tour

Branle Double nach links = Links-seit Rechts-ran Links-seit Rechts- leicht und unbelastet in der Luft nachstellen (kein kicken oder vorschwingen) – als ob der Fuß eine Pause macht.
Branle Double nach rechts = Rechts-kreuz-vorne, Links-ran, Rechts-kreuz-vorne, Links-ran leicht und unbelastet in der Luft nachstellen (kein kicken oder vorschwingen).
Während des Tanzes blicken die Tänzer in die Kreismitte (senkrecht zur Tanzrichtung) oder leicht nach links gewandt.

## Armbewegungen
Bei der Bewegung zum Branle Double nach links: Die Hände werden rhythmisch zum Takt zur Schulter bewegt.
Bei der Rück-Bewegung zum Branle Double nach rechts: Die Hände werden rhythmisch zum Takt in der Kreismitte auf und ab bewegt.